# Kane Brown
Kane Allen Brown (Chattanooga, Estados Unidos; 21 de octubre de 1993), más conocido como Kane Brown es un cantante y compositor estadounidense de música country. Inicialmente él llamó la atención del público a través de las redes sociales. Lanzó su primer EP, titulado Closer, en junio de 2015. Un nuevo sencillo, «Used to Love Sober» fue lanzado en octubre de 2015. También de que Brown firmará con RCA Nashville a comienzos de 2016, la canción fue incluida en su EP Chapter 1, el cual fue lanzado en marzo de 2016. El lanzó su primer álbum de estudio homónimo, Kane Brown el 2 de diciembre de 2016.

## Primeros años
Kane Brown es de ascendencia mixta, su padre es negro y parte cheroqui y su madre es blanca. Sin embargo, fue criado por su madre soltera y la familia, a veces sin hogar, trasladandose de un lado a otro cuando él era joven, de Rossville a Fort Oglethorpe y La Fayette en Georgia, para finalmente quedarse en Red Bank, Tennessee. Como resultado, asistió a varias escuelas, entre los que se encuentra Lakeview – Fort Oglethorpe High School en Fort Oglethorpe donde cantó en el coro junto a Lauren Alaina, la subcampeona de la décima temporada de American Idol. Kane creció escuchando música country, pero se interesó por la música R&B en la escuela. Sin embargo, después de ganar un concurso de talento en la escuela en grado 11 donde cantó «Gettin' You Home (The Black Dress Song)» de Chris Young, comenzó a cantar música country.
Brown audicionó tanto en American Idol y The X Factor después del éxito de su compañera de colegio Lauren Alaina en Idol. Fue escogido en The X Factor después de una audición en 2013, pero dejó el show cuando sus productores querían incluirlo en una boy band, después del cual él decidió publicar sus propias versiones de canciones populares en internet.

## Carrera musical
En 2014, Kane Brown comenzó a publicar vídeos de sus propias versiones de canciones interpretadas por Brantley Gilbert, Billy Currington, Alan Jackson entre otros en redes sociales. Comenzó a adquirir popularidad a través de estos vídeos en Facebook; un vídeo a tempranas horas del día era su método para lograr captar la atención, como sucedió con su cover del tema «I Don't Dance» de Lee Brice. Su cover del tema «Check Yes or No» de George Strait, publicado el 30 de septiembre de 2015, se volvió viral recibiendo más de 7 millones de reproducciones. El número de seguidores en Facebook rápidamente alcanzó más de un millón, y un vídeo de un adelanto de su propio sencillo «Used to Love You Sober» fue publicado el 8 de octubre de 2015 recibiendo más de un millón de reproducciones en menos de tres horas, y alcanzó más de 11 millones de reproducciones dos semanas más tarde.
Inicialmente Brown firmó con Zone 4, y Jay Frank fue su primer mánager. Más tarde, en 2016, Martha Earls se convirtió en su mánager.

### 2014: Closer y EP
En 2014, Brown recaudó fondos a través del sitio de micromecenazgo Kickstarter con el fin de producir un EP de seis canciones, el cual grabó en Nashville en el home studio de Noah Henson, guitarrista de Brantley Gilbert. El EP, titulado Closer, fue publicado el 2 de junio de 2015, y debutó en el top country albums en la posición 22, vendiendo 3.200 copias en su semana de lanzamiento. Un sencillo fue desprendido del álbum, «Don't Go City on Me», fue inicialmente publicado el 22 de octubre de 2014, y alcanzó la posición 43 en los listados de canciones country digitales.

### 2015: Used to Love You Sober y siguientes sencillos
Brown publicó un nuevo sencillo «Used to Love Sober» el 21 de octubre de 2015 en su cumpleaños, destacándose en la estación de radio de Zane Lowe, Beats 1. Alcanzó el número dos en el listado de canciones country digirales basado en solo dos días de ventas, con 38.000 copias vendidas. El lanzamiento del sencillo también impulsó su EP Closer al número 22 en los listados. Un segundo sencillo, «Last Minute Late Night», fue publicado el 4 de noviembre de 2015, y debutó en el número nueve, vendiendo 26 000 copias. Otro sencillo, «I Love That I Hate You», fue lanzado tres semanas después el 30 de noviembre de 2015, vendiendo 17.000 copias en su primera semana.

### 2016-presente: Chapter 1 álbum homónimo
Brown abrió para Florida Georgia Line en su gira de verano Dig Your Roots Tour en 2016. Kane colaboró con Chandler Stephens en una canción que escribieron juntos, «Can't Stop Love», el cual fue lanzado el 12 de febrero de 2016.
Kane firmó con Sony Music Nashville el 27 de enero de 2016 y el sello RCA Nashville. Publicó su primer EP bajo el sello, titulado Chapter el 18 de marzo de 2016. El EP incluye los sencillos «Used to Love You Sober» y «Last Minute Late Night». Debutó en el número nueve en Billboard 200, y número tres en el top country album, vendiendo 30.000 unidades (23.000 en álbumes) en su primera semana.

## Vida personal

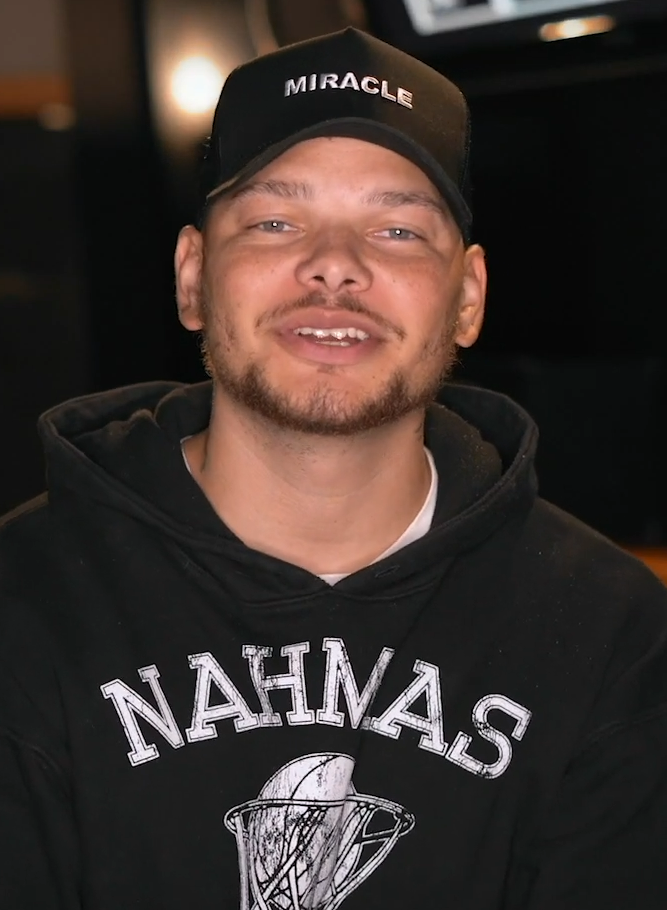
Kane Brown en 2022 Juegos Olímpicos Especiales de USA.

Brown está casado con Katelyn Jae. Le propuso matrimonio en 2017 y se casaron en Mint Springs Farm en Nolensville, Tennessee, el 12 de octubre de 2018. El 15 de abril de 2019, Brown anunció que esperaban un hijo. Un mes después reveló que era una niña en la carpeta roja de los Billboard Music Awards. El 30 de octubre de 2019 anunció que su hija, Kingsley Rose, había nacido. El 30 de diciembre de 2021 nació su hija Kodi Jane. Su hijo Krewe Allen nació el 18 de junio de 2024.

## Discografía
Álbumes de estudio
- 2016: Kane Brown

EP
- 2015: Closer
- 2016: Chapter 1